# Toxicoscordion brevibracteatum
Toxicoscordion brevibracteatum là một loài thực vật có hoa trong họ Melanthiaceae. Loài này được (M.E.Jones) R.R.Gates miêu tả khoa học đầu tiên năm 1918.